# Dario Frandolič
Dario Vittorio Frandolič, italijanski učitelj, filmski režiser in športni delavec slovenskega rodu, * 23. februar 1952, Doberdob.

## Življenje in delo
Rodil se je v družini peka Alda in gospodinje Marije Frandolič rojene Rožič. Osnovno šolo je obiskoval v rojstnem kraju, gimnazijo v Gorici, kjer je leta 1972 maturiral, diplomiral pa je 1984-85 na tržaški filozofski fakulteti. Istočasno je na ljubljanski Akademiji za gledališče, radio, film in televizijo študiral na filmskem oddelku in 1986 diplomiral iz filmske režije s filmom Zlata ribica. Leta 1985 se je v Gorici zaposlil kot profesor slovenščine in zgodovine na slovenskih višjih srednjih šolah. Frandolič je že kot študent AGRFT leta 1979 pripravil dokumentarni film o ljubljanskem slikarju Ivanu Zupetu - Krištofu in film Kmetske slike, posnet po istoimenskem delu Kmetske slike Janka Kersnika. Kot igralec je sodeloval v filmu Intervju in Pomladni dež režiserja D. Prebila. Istočasno pa je sam režiral film Maska (1984). Frandolič je s prispevkom Zgodovinski oris telesne kulture na Doberdobskem sodeloval v knjigi Doberdob včeraj in danes (Gorica, 1988). Leta 1991 je postal odbornik tržaškega Sindikata slovenskih šol.
Frandolič je že v mladih letih vzljubil nogomet in ga vrsto let igral pri raznih klubih (Pro, Gorizia; Torriana, Gradišče; Mladost, Doberdob in Zarja, Bazovica). Nekaj let je bil tudi nogometni trener združenih mladinskih ekip Š. D. Sovodnje.